# Johann-Anton Engelhard
Pour les articles homonymes, voir Engelhard.
Johann-Anton Engelhard ou Johann Anton Engelhard,, né le 13 mai 1821 à Morat et mort dans la même ville le 3 mars 1870, est une personnalité politique suisse.
Il est membre du Conseil d'État du canton de Fribourg en 1857, à la tête de la Direction de la justice, et membre du Conseil national de 1860 à 1863.